# デュープリズム
『デュープリズム』(DEWPRISM)は、1999年10月14日にスクウェア（現スクウェア・エニックス）より発売されたPlayStation用アクションRPGソフト。2002年2月21日には再発売、さらに2007年1月25日にも「レジェンダリーヒッツ」として再々発売されることになった。2010年6月23日からはゲームアーカイブス（PS3・PSP）での配信も開始されている。また、北アメリカでは『Threads of Fate』（運命の糸）というタイトルで発売された。

## 概要
プレイヤーは2人の主人公の内どちらかを選択する事ができる。2人の主人公の物語の舞台や時間軸、登場キャラクターの設定は同じだが、選んだ主人公と他の登場キャラクターとの関係や、リアクション、態度などの違いが生まれる結果、まるで違った2つの物語を楽しむ事ができるのが特徴。パッケージに記載されているキャッチコピーは「ひとつの世界に、ふたつのファンタジー」。
ゲームシステムは明快で整っており、コンティニュー時にステータス底上げ可能なアイテムの存在もあり、一つの編のクリアまでの時間も短めで気軽にプレイする事ができる程度の難度。また、主人公をはじめとしたキャラクターや、二つの面で楽しめるストーリーなどの面でも高い評価をされており、ゲーム雑誌などの読者投票でも高い人気を得た。これらの高評価により、スクウェア上層部の本作を見る目が明らかに変わったと、スタッフにもコメントされている。2010年5月の時点で、企画発案サイトたのみこむで『デュープリズム2』は、ゲームソフトリクエスト項目の中における最も賛同者の多い発案である。
また、本作ではムービーが一切使われていない。これは、そもそも本作の製作プロジェクトが「フルポリゴンの3Dゲームを作れないか」という考えから始まった事に起因し、メインプログラマーの杉本の、ゲーム画面とのギャップに対する懸念や、全部リアルタイムで計算してみたかったというこだわりによる物でもある。この結果、練りこまれたカメラワークなどが生まれた。
音楽は仲野順也が担当しており、サウンドトラックは2006年7月に再発売された。
なお、公式サイトはスクウェア合併と同時期に閉鎖されている。

## あらすじ
どんな願いも叶えてしまうと言われる、究極のマジックアイテム【遺産】――
これは、それぞれの願いを叶えるために【遺産】『デュープリズム』を探し求める少年と少女の冒険物語である。

### ルウ編
クレアと穏やかに暮らしていた少年ルウは、ある雪の晩、謎の怪人「死の右腕」に突如襲われ、ルウを庇ったクレアは殺害されてしまう。それから3年、ルウはクレアを生き返らせる方法を探して旅をしていた。強力な【遺産】が眠る、という情報を聞きつけやってきたカローナの街で、幾多のライバルや仲間と冒険を繰り広げながら、そこに眠る【遺産】に秘められた真実や自分の能力や出生の秘密などを知っていく。

### ミント編
東天王国のプリンセス・ミントは、あまりにも素行が悪かった事から王位継承権をはく奪され、真面目な妹のマヤに取られてしまう。納得がいかないミントは次期女王の座を力づくで奪い返そうとするが、東天王国に伝わる【遺産】ブックオブコスモスの前では無力だった。自分にも強力な【遺産】があればマヤになんか負けないのに！ ということで、強力な【遺産】を手に入れて国をマヤから強奪し、ついでに世界を征服してやるわ！ということで家出を決行する。そして2年後、強力な【遺産】が眠る、という情報を聞きつけやってきたカローナの街で、幾多のライバルや仲間と冒険を繰り広げながらより破天荒に成長していく。

## 登場キャラクター

### メインキャラクター
ゲームスタート時にどちらの主人公でプレイするか選択する。選ばなかった方の主人公も序盤から登場し、プレイヤーが操作する主人公の相棒的存在として物語に関わっていく。
ルウ
本作の男性主人公。5年前にある場所で目覚めたが、それまでの記憶は一切ない。自分が何者かもわからず、彷徨った挙句に行き倒れになっていた所をクレアという女性に救われる。そのまま彼女の家に居候し、共同生活を営むことに。次第にクレアのことを命の恩人というだけでなく、姉のような存在として、また何よりも大事な人として慕うようになる。しかし3年前、突然現われた謎の男「死の右腕」によってクレアは殺害されてしまう。ルウは彼女を蘇らせることの出来る【遺産】を求めて、再び世界をさすらう旅に出る。
性格は真面目で正義感が強い。普段は落ち着いているが、クレアのことになるとやや神経質になりがちで、時には頑固な面も見せる。六角ジカのシチューが好物。
武器は巨大斧「アーク・エッジ」。重量があるため隙は多少発生するが、リーチは長く、一発ごとの攻撃力も高い。モンスターに変身するという特殊能力をもつが、何故そんな事が出来るのか、物語当初では彼自身も分かっていない。
ミント
本作の女性主人公。東天王国第一王女にして第一王位継承者。しかしわがまま・食いしん坊・自分勝手と王女としてふさわしくない、と重臣会議によって妹マヤにその座を奪われる。当然怒り狂うも、遺産「ブック・オブ・コスモス」を操るマヤには全く歯が立たず「ならば自分も【遺産】を手に入れればいい」と考えつき、国を飛び出す。
性格はわがままで猪突猛進、一国の姫とは思えない破天荒ぶりで、不意打ちや悪巧み、打算ずくの人助けなど、その行動には国を治め、国民を守る王族としての意識は欠片もない。ただ悪人というわけではなく、憎まれ口を叩きつつも、本当に困っている相手は自分の利益にならなくても見捨てられないなど、通すべき筋は通すタイプ。度を越した大食らいだが、見ただけでうろたえるほどカボチャが大嫌い。
武器は二個一対のリング「デュアル・ハーロゥ」。軽量で扱いやすく一撃の威力は低いが素早い連続攻撃が可能。デュアル・ハーロゥを発動体とし、自己流（城での魔法の授業をサボり気味だったため）の様々な魔法を操る。また、飛び蹴りは彼女の代名詞ともいえる得意技。
彼女の大食らいは10人前は軽く食べる父親（東天王国現国王）譲りである。

### サブキャラクター

#### カローナの街の住人
森と海に囲まれた、のどかなで牧歌的な街カローナの住人。この街の近辺に【遺産】が眠っているという情報を聞きつけ、主人公達を含めた大勢が集まり始めている。
クラウス
町で骨董品屋を営む男性。考古学の研究が趣味で2人の主人公の【遺産】探しに協力する事になる。温和で人当たりのいい性格。仕事よりも趣味を優先する困った人であるが常に家族を気遣うマイホームパパでもある。
ミラ
クラウスの妻。商売は二の次で趣味に打ち込む夫クラウスを半ばあきれながらも支える肝っ玉母さん。面倒見のいい性格で料理の腕は玄人はだし。昔は名の知れた剣豪だったらしく、今もその腕は衰えていない。そのためかロッドからはマダムと呼ばれ一目置かれている。
エレナ
クラウスとミラの娘でおっとりした性格。間延びした口調が特徴のいわゆる天然で、突拍子もない言動で（本人にはその気がなく）周囲を振り回すことしばしば。親譲りの行動力の持ち主で、主人公を追いかけ、単身モンスターが生息するダンジョンに潜る事も。
アリーネ
酒場のウェイトレス。自分の店を持つことが夢。
デービス
船着場の人。船から落ちたミントを助ける。酒場で会うと色々な昔話をしてくれる。
マルコ
カローナの街の子供。
グレアム
ベテランの冒険者。主人公にアドバイスをくれる。
ホッブス
裏通りの店の主。恐妻家らしい。
ジャーゲン
酒場の経営者で、料理が上手い。物語後半に、あるアイテムを3つ渡すと回数制限があるが主人公の能力をパワーアップしてくれる特別料理を作ってくれるようになる。ただし、お金を払う必要はないが代わりに材料となるモンスターを指定された分だけ倒さないといけない。
マーカム
都のマーカム商店を経営する大商人。

#### ライバル
【遺産】を手に入れ、一儲けしようと企む人物達。
ベル
【遺産】を狙ってきた女トレジャーハンター。魔法もある程度使いこなす。言動は荒々しいが温情深い。かつて「財宝は山分け」の約束でミントとともにある遺跡に挑んだが、彼女のだまし討ちを受け財宝を残らず持っていかれた、という過去を持ち、以来ミントを目の敵にしている。「年増」と呼ばれたくない微妙なお年頃。切り札として魔法兵器『ヘクサゴン』を持つ。
デューク
ベルのパートナー。彼女の事を「アネさん」と呼び慕っている。敵には容赦なく弱い者に優しい男気溢れる性格の持ち主だが、エレナの天然っぷりとミントの名（迷?）演技にあっさり騙され、ミントに何も出来なくなって逃亡するなど単純な所がある。読んだ物語の主人公や他人や物になりきる事で、そのキャラクターと同じ能力を持てるようになる、「なりきり」という特技を持つ。
ブラッド&スモーキー
【遺産】を探しに来たが手が出せず街周辺をうろつくゴロツキたち。エレナから金を盗ろうとしたり、ポプルプルル人をいじめたりして、その度にルウやミントに懲らしめられているよく見る悪人。しかし、物語後半、パペットに襲われているのを助けてもらった後、気付かれないようにコインを落として去っていくという、義理堅い面も持っている。なお、両者ともモンスターとして売却することが出来る。

#### 東天王国
カローナの街の海の向こう、東の大陸に存在する、700年の歴史を誇る魔法使いの国。【遺産】ブック・オブ・コスモスに守られ繁栄しており、悪しき人間が【遺産】を手に入れることが無いよう、世界中を監視し、【遺産】の秘匿と封印を行っている。
ゲーム中ではあまり触れられないが、その起源は、かつて人間が強大すぎる【遺産】を手に入れたことで、世界が滅びる寸前にまで至った角笛戦争を終結させた英雄達により建国された国である。
街の住人デービスの話と、公式ガイドブック『デュープリズム 秘密の遺産攻略本』（絶版）によると、かつて北洋を支配した国の皇帝が、氷山に封印された【遺産】、ヘブンズホルンの妖力に狂わされ、世界征服をしようと全土への進行を開始し、多くの国が滅び、多くの人間が死んでしまうが、皇帝は侵略を止めようとしなかった。家族も家来も逃げ出したった独りになっても、異界への扉を開くヘブンズホルンの力でモンスターを呼び出して戦争を続け、【遺産】の加護に守られ無敵を誇った皇帝の軍により、世界は滅亡寸前まで瀕する。しかし、【遺産】ランス・オブ・ケイオスを携えた『天の高き風をまとい、若き竜と魔女を従えた竜騎士』が現れ、皇帝に戦いを挑み、七日七晩の激戦の末に皇帝を打ち倒し、角笛戦争は終結した。この角笛戦争を終結させた英雄達により建国され、滅亡寸前にまで陥った人類社会の復興と平和を取り戻すのに大きな役割を果たし、角笛戦争の再来を防ぐために【遺産】の管理と封印と隠蔽を義務付けられた国。それが東天王国である。
マヤ
ミントの妹。東天王国第二王女にして現王位継承者。姉とは逆に真面目で礼儀正しく思慮深い性格。王族としての意識も高く、東天王国王族の義務である「遺産」の眠りを監視する事も真面目に行っている。姉とは気も性格の反りも合わない。姉の破天荒な行動にはいつも頭を抱え、苦言や実力行使による制止を行う事も多い。しかし、時折ミントも驚く様な行動をとるなど、本質的には似た所がある。東天王国に伝わる「遺産」ブック・オブ・コスモスを使いこなすが、ブックに頼り切ってしまっている部分もある。
ドールマスター
マヤの側近で古くから国に仕える魔法使い。本名はルシアン。その正体は「ヴァレンの人形」の一人。「ヴァレンの人形」本来の役目である、ヴァレンの復活をなすため「遺産」の情報を集め、かつ秘匿している東天王国に仕えつつ暗躍していた。本編の3年前クレアを殺害したのも彼。同じ「人形」であるルウを迎えに行ったものの、失敗し誤って死なせてしまったというのが真相だった。「ヴァレンの人形」としての使命こそ覚えているが、「人形」の証である額のデュープリズムの欠片の力は目覚めたときには失われており、ヴァレン復活にはほかの「人形」の手を借りるしかない。しかしそれでも魔法力そのものは飛びぬけており戦闘では絶大な力を発揮する。それに加え格闘戦に優れた「死の右腕」の姿になることも可能。
トラップマスター
ドールマスターの部下。その名の通り、様々なトラップを得意とする。
ハリネズミのような髪型だが、そう形容されると激怒する。本名はナーシアス。
モードマスター、サイコマスターとは姉弟であり、台詞から察するに末っ子のようである。
モードマスター
ドールマスターの部下。精度の高い変身能力を持つ女性。本名はキリエル。
サイコマスター
ドールマスターの部下。強力な超能力を操る。普段は両目を閉じており、全力を出す時のみ開眼する。本名はカーウィン。

#### エイオン
人類が文字を持つ以前に存在し、その強大な魔力は星さえ動かしたと言われる、大魔導師達。
アタナシウス
エイオンの一人。ヴァレンと同じく自らの魂を「ブック・オブ・コスモス」に宿し精神のみ生きている。普段は賢人だが、ヴァレンに対して強い嫉妬と憎しみを抱いており彼が絡むと非常に怒り狂う。
ヴァレン
かつて存在した最強のエイオン。究極の遺産デュープリズムを作り出した。しかし、それを恐れ羨んだほかのエイオン達の集中攻撃に遭って肉体は滅びてしまうが、滅びる寸前に魂とデュープリズムをエイオンにさえ打ち破れない結界に封じた。

#### 他
死の右腕
本編の3年前のある夜、ルウを襲い、クレアを殺害した異形の右腕を持つ謎の怪人。その正体はドールマスターであった。
クレア
人里離れた山小屋で一人静かに暮らす女性。行き倒れていたルウを助けた後、彼と共同生活を営む事になる。彼の変身能力を知っても怖がらないなど、相手のありのままを受け入れられる度量の大きさを持つ。自分が何者かもわからなかったルウに心の平安をもたらした。3年前、ルウを狙って現われた「死の右腕」から彼を守ろうとして殺される。
メル
森の外れにお手伝いのポプルプルル人の子供達と住む大魔法使い。魔法で肉体を操作しているため、見た目は20歳前後の美女にしか見えないが、実際は3桁で済まない時を生きてきており、その知識、魔力は現代の魔法使いの中でもトップクラス。ただ度を越した可愛いもの好きで、いつもフリルやレース、リボンだらけの服をまとい、自分のアトリエとその周囲一帯をパステル調の色彩のファンシーな世界に変えてしまっていることから「ファンシー・メル」なる二つ名をもつ。その為町の大人は敬遠しているが子供たちは良く遊びにいくらしい（エレナもその1人で、彼女は「ファンシーさん」と呼んでいる）。多少気難しく意地の悪い面はあるが基本的にはいい人で、尋ねてきた主人公に助言や手助けを行う。ただ実際の年齢を聞く事はタブーらしい。
おそらく、東天王国の始祖である竜騎士と共に戦った魔女。
ウィーラーフ
怒りの山の頂上に居を構える齢千年の怪焔竜。珍しい鉱石や古代の秘宝、忘れ去られた秘術を数多く収集しており、かつてそれを狙ったある国の王様に軍隊を差し向けられた事もあったが、一息で100人を丸焼きにし、そのまま国を襲って王様を一飲みにした事もある。性格は多少老人風だが尊大であり、自分の宝を狙ってくる者達に対しては容赦のない攻撃を加える。その一方で力を認めた者（実力・内面問わず）に対しては助力を惜しまず、ルウに人間の生き方を諭したり、ミントの世界征服の野望の実現を楽しみに待ったりもしている。メルとは古い知り合いである。
おそらく、東天王国の始祖である竜騎士と共に戦った竜。
ロッド
熱きソウルを持った戦士であり、武器職人でもある青年。町外れにテントを張り、相棒の犬であるジョニー・ウルフと共に野宿生活を営んでおり、ファイトマネーを払うことで戦うことが出来る。
父親は世界最強の剣士と呼ばれた男だが、病で死去。永遠に父親を超える事ができなくなったため、父親と違う道で『歴史に名を残す男』になることを決意。以来、最強の武器の作成とそれを操る男を目指し、世界を旅している。作る武器はどれも高い威力を誇り、それを振るう彼の腕も一流と呼んで遜色ない。愛機スカーレット・タイフーン・エクセレントガンマは、彼が挫けそうになった時に支えてくれていたルシールという女性の形見（形見とはいうが、実は故郷で元気にしているらしい）であり、ロッドの自慢の機体だが、ミントに『無駄に長い名前』と言われてしまい（実際に自分でも名前を噛み、ミントとプリマドールにバカにされている）、ミントやプリマドール、果てはロッドの戦友となったデュークにすら「スカタン号」と呼ばれる事になってしまう。
プリマドール
ヴァレンの遺跡の封印を解くために大魔道士エルロイが作り出した魔道人形。彼の弟子達が持つ装備品を付けることで機能が高度になっていき、最終的に人間と何ら遜色ない感情表現や行動力を持つ完全体となる。完全体の性格はやんちゃで子供っぽく、ミントとはケンカを繰り返しつつも仲を深めていく。
エルロイ
地下迷宮を作った古代魔術師。
ギネマ
かつてガルム樹海にアトリエを構えていた呪法師。かなり頭が悪い。
ヨルダフ
ゴーストテンプルにかつて存在した妖術僧。

## 【遺産】
かつて存在したエイオン達の遺した、現在の人間達の力を遥かに凌駕したマジックアイテム。
かつては強大な力を持つ【遺産】を追い求める者が後を絶たなかったが、角笛戦争の再来を防ぐため現在では東天王国の情報管理や秘匿作業により人々からは文献さえも遠ざけられ、ほとんどの人間にはおとぎ話程度にしか思われていない。
ブック・オブ・コスモス
東天王国に伝わる国宝の遺産。変な形状の本の形をしている。遺産の中では比較的低級の部類ではあるが、強力かつ自在な魔力を持ち、その力で東天王国に繁栄をもたらした。
「コスモス(kosmos)」の名の通り、ブックの内奥には宇宙が広がっており、ブックの作り手にしてブックと融合したエイオン・アタナシウスが存在する。
デュープリズム
最強のエイオン・ヴァレンが作り出した最強の遺産。宇宙を満たす数多の力の源から滴り落ちる純粋な力の雫を最高純度に凝縮し結晶化させた、宇宙の諸力の根源を支配する至高の魔宝。
生命・意志・理性・時空・真理・虚無を含めたあらゆる事象の光（エネルギー）、あらゆる物に存在する光を操り、あらゆる物を光へと還元し変容させる。その力は全てを滅ぼすことも全てを新生させることも可能。肉体無き者には使えないが、ただ存在しているだけでも透過した光に強大な魔力を付加する。
ヘブンズホルン
角笛の形をした遺産。異界への扉を開き、魔物を喚ぶ力を持つ。
「ヘブン」の名を持つものの、角笛に宿る力は妖力と例えられ、氷山からこの遺産を発見した皇帝はヘブンズホルンに狂わされたことで、角笛戦争を引き起こし世界を滅ぼしかけてしまう。
ランス・オブ・ケイオス
「天の高き風をまとい、若き竜と魔女を従えた竜騎士」が携えていたと言われる遺産。遺産の魔力で護られた狂った皇帝を打ち破りヘブンズホルンを封印したが、詳細は不明。

## 主なスタッフ
- ディレクター：杉本浩二
- プロデューサー：田中弘道
- シナリオ：渡辺大祐
- ストーリー原案、演出：島本誠
- 演出：佐藤弥詠子
- メインキャラクターデザイン：寺田努
- サブキャラクターデザイン：臼田忠泰
- モンスターデザイン：長嶺裕幸
- 音楽：仲野順也

## 関連商品
- 聖剣伝説 LEGEND OF MANA - 初回盤の付属ディスク「SQUARE'S PREVIEW Vol.5」に本作の体験版を収録。
- デュープリズム 秘密の遺産攻略本（デジキューブ） ISBN 4925075675
- デュープリズム オリジナル・サウンドトラック 音のアトリエ。（デジキューブ） SSCX-10036
  - ゲームのサウンドトラック。2006年7月19日、スクウェア・エニックスより再発売された。 SQEX-10074～75